# Decretos de Coptos

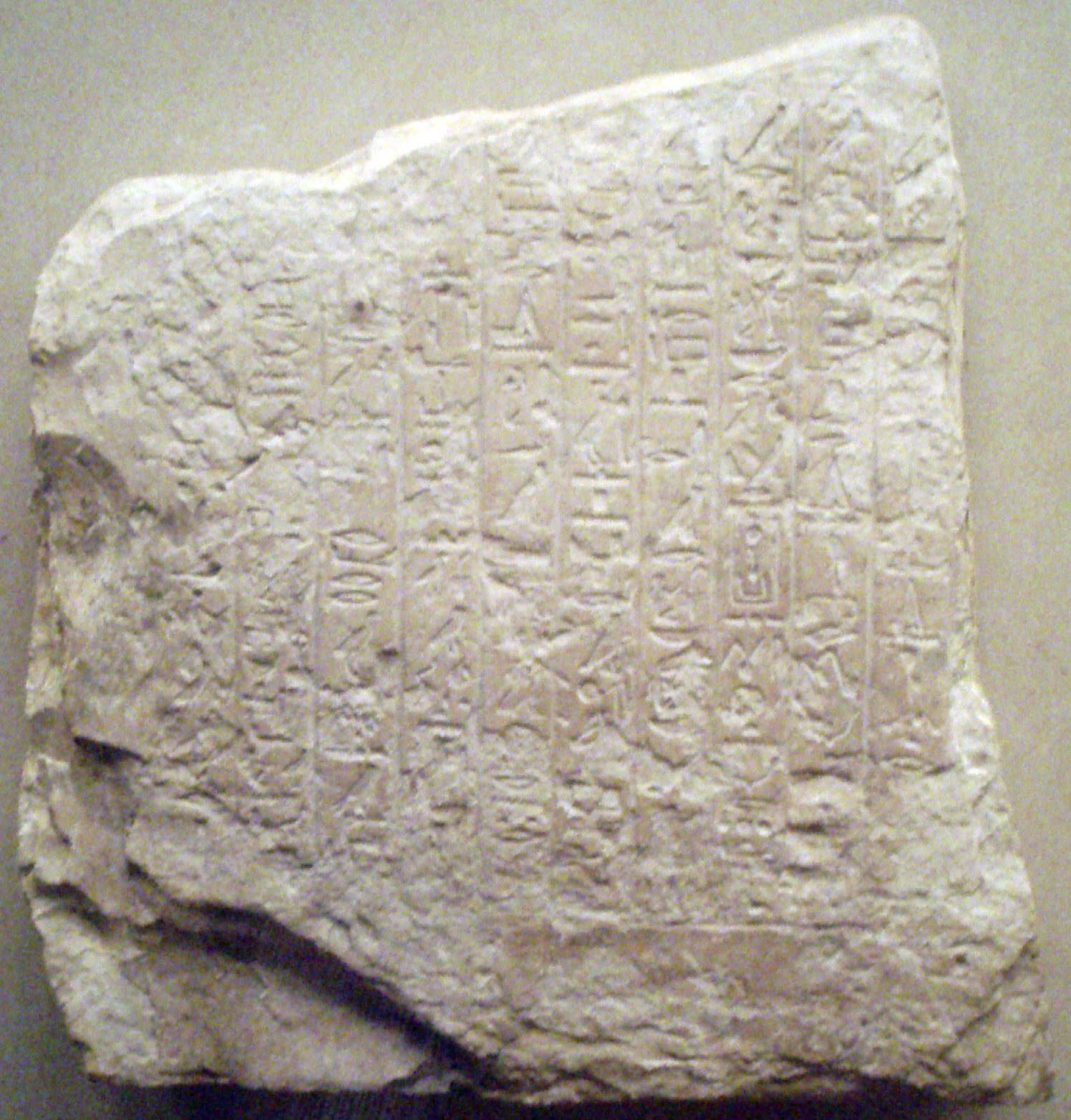
Fragmento del Decreto d, emitido por Pepi II, y custodiado en el Museo Metropolitano de Arte.

Los Decretos de Coptos son 18 reales decretos completos o fragmentados del Antiguo Egipto que van de la Dinastía VI (2345–2180 a. C.) a la Dinastía VIII (c. 2170 a. C.). 
Los primeros fueron emitidos por Pepi I y Pepi II para favorecer al clero del templo de Min, mientras que otros se datan en el reinado de varios faraones de las dinastías VII y VIII, y se ocupan de varios favores que concedieron a un  importante oficial de Coptos llamado Shemay y a sus  familiares. Los decretos reflejan la decadencia del poder de los faraones a inicios del Primer periodo intermedio de Egipto.
Los decretos de Coptos no deben ser confundidos con el Decreto de Coptos de Nubjeperra Intef, un documento único datado en la Dinastía XVII de Egipto.

## Descubrimiento de los decretos
Diez decretos fueron descubiertos en 1910–1911, durante las excavaciones del templo de Min en Coptos por Adolphe Reinach y Raymond Weill, trabajando para la Société française des fouilles archéologiques. Los decretos habían sido cuidadosamente colocados bajo las ruinas de una estructura de ladrillo de época romana. Los decretos restantes provienen de las mismas excavaciones o de otras ilegales que fueron vendidos por personas del lugar en Luxor, en 1914, al Museo Metropolitano de Arte.
Los decretos están inscritos en estelas de piedra caliza, durante mucho tiempo perdidos por estar puestos en un muro de ladrillo de un vestíbulo del templo de Min. Cuando el tiempo pasó, el espacio disponible en el templo era escaso y los decretos de Coptos fueron desmontados para hacer sitio para nuevos decretos, lo cual explica encontrarlos fuera de su lugar.

## Implicaciones políticas

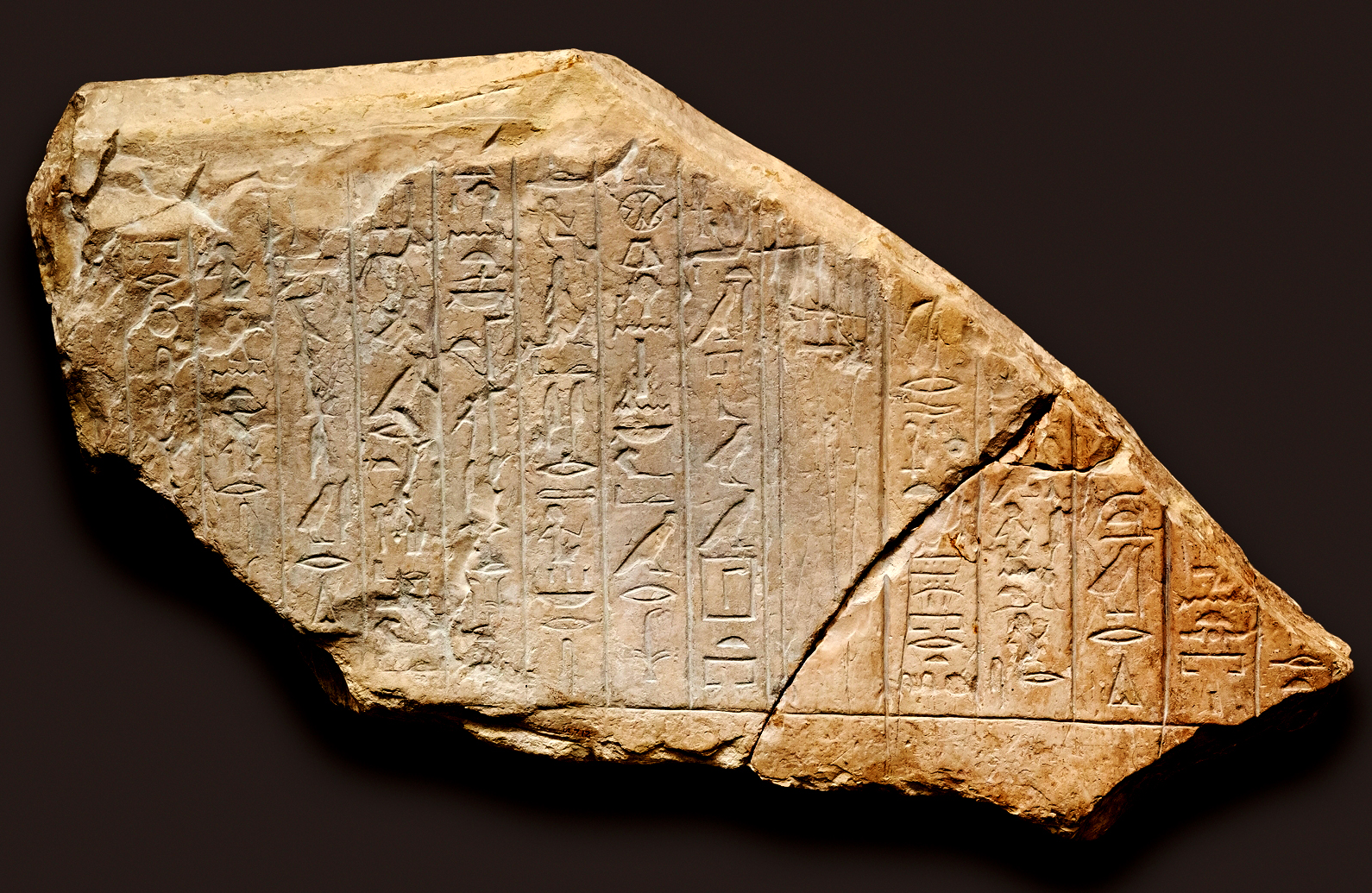
otro pedazo de los Decretos de Coptos.

### Declive del Imperio Antiguo
Los decretos son sintomáticos del poder de los nomarcas del final del Imperio Antiguo de Egipto y comienzos del Primer Periodo Intermedio. Los decetos g a r están dirigidos a Shemay, su hijo Idy y uno de sus hermanos. Shemay, el nomarca de Coptos, es promovido primero a gobernador del Alto Egipto y después a visir del Alto Egipto, y como su hijo Idy toma su cargo después.
Alan H. Gardiner Y William C. Hayes encuentra el decreto r particularmente notable porque, aunque es emitido por el faraón, el decreto sólo se preocupa del bienestar y propiedades del visir Idy. Para Hayes esto refleja el hecho que al final de la Dinastía 8.ª, el poder real había disminuido tanto que debía su supervivencia a los poderosos nomarcas, a quienes sólo podría otorgar títulos y honores. El nomarca de Coptos habría sido particularmente querido por el gobernante Menfita que estuvo controlado por los nomarcas del Egipto Medio, especialmente los de Heracleópolis Magna, quienes pronto le derrocarían para fundar la Dinastía IX de Egipto.

### Dinastía de Coptos
El descubrimiento de los decretos fue inicialmente considerado por Kurt Sethe para sugerir la hipótesis de la existencia de una "Dinastía de Coptos", un linaje local de varios gobernantes independientes durante el Primer Periodo Intermedio,  identificado con los emisores de los decretos posteriores a la Dinastía VI. Esta hipótesis es hoy considerada poco probable cuando se mostró por Hayes y otros, pues es muy improbable que un rey de Coptos nombrara un visir que mandase sobre la misma zona.

## Lista completa
Los decretos están denominados con letras del alfabeto latino, empezando con "Decreto de Coptos a" y acabando con "Decreto de Coptos r". 
La siguiente lista completa está basada en la publicación de Hayes C. William, 1946. "Reales decretos del templo de Min en Coptos":
| Nombre | Autor                                                                       | Tema                                                                                        | Dirigido a                                                   |
| ------ | --------------------------------------------------------------------------- | ------------------------------------------------------------------------------------------- | ------------------------------------------------------------ |
| a      | Pepi I                                                                      | Concediendo exención de impuestos a la capilla del Ka de su madre Iput                      |                                                              |
| b      | Pepi II                                                                     | Concediendo exención de impuestos al templo de Min                                          |                                                              |
| c      | Pepi II                                                                     | Concediendo exención de impuestos al templo de Min                                          |                                                              |
| d      | Pepi II                                                                     | Concediendo exención de impuestos a una institución                                         |                                                              |
| e      | Pepi II                                                                     | Tratando el personal y posesiones de un templo en el nomo XXII del Alto Egipto              |                                                              |
| f      | Desconocido rey VI Dinastía                                                 | Incierto, menciona Alto Egipto                                                              |                                                              |
| G      | Desconocido rey VII/VIII Dinastía, generalmente identificado con Neferkaura | Una estatua de Pepi II y la institución                                                     | Gobernador del Alto Egipto Shemay y posiblemente su hijo Idy |
| h      | Neferkaura                                                                  | Especificando las ofrendas y servicios para el templo de Min                                | Shemay                                                       |
| i      | Desconocido rey VII/VIII Dinastía, generalmente identificado con Neferkaura | Poniendo a Shemay a cargo del nomo 22 del Alto Egipto                                       | Shemay (visir)                                               |
| j      | Neferkauhor                                                                 | Concediendo títulos a Shemay, su mujer Nebyet, así como a un guarda personal                | Shemay                                                       |
| k      | Neferkauhor                                                                 | Asignando sacerdotes para capillas del Ka de Shemay y Nebyet                                | Shemay                                                       |
| l      | Neferkauhor                                                                 | Ordenando un inventario de las propiedades de una institución bajo la supervisión de Shemay | Shemay                                                       |
| m      | Neferkauhor                                                                 | Poniendo a Idy, hijo de Shemay, en un cargo del nomo VII del Alto Egipto                    | Shemay                                                       |
| n      | Neferkauhor                                                                 | Dando a un hermano de Idy e hijo de Shemay un cargo en el templo de Min                     | Shemay                                                       |
| o      | Neferkauhor                                                                 | Haciendo a Idy, hijo de Shemay, Gobernador del nomo VII del Alto Egipto                     | Idy Gobernador del Alto Egipto                               |
| p      | Neferkauhor                                                                 | Informando a Idy de la cita de su hermano en el templo de Min                               | Idy                                                          |
| q      | Neferkauhor                                                                 | Informando al hermano de Idy, hijo de Shemay, de su cita al templo de Min                   | hijo de Shemay, hermano de Idy                               |
| r      | Horus Demedyibtauy, probablemente Neferirkara II                            | Protegiendo monumentos funerarios y propiedades de Idy                                      | Idy (visir)                                                  |